# حمله ۲۰۱۶ داکا
ساعت ۲۱:۲۰ به وقت محلی در تاریخ ۱ ژوئیه ۲۰۱۶ میلادی، هفت فرد شبه‌نظامی بر یک نانوایی در محلهٔ گلشن در داکا پایتخت بنگلادش آتش گشودند. هم‌چنین آن‌ها تعدادی بمب پرتاب کردند، افرادی را به گروگان گرفتند و در تیراندازی با نیروهای پلیس، چند افسر پلیس را کشتند.
۲۸ نفر شامل ۱۷ خارجی، ۲ پلیس و ۶ فرد مسلح کشته شدند. یکی از مهاجمان دستگیر شد و ۱۳ گروگان توسط نیروهای مسلح بنگلادش آزاد شدند. به گفته بازرس کل پلیس داکا همه مهاجمان شهروند بنگلادش بودند.

## پیشینه
بنگلادش با جمعیت ۱۷۱ میلیون نفر، یک کشور در حال توسعه با سرانه تولید ناخالص داخلی ۱۲۸۴ دلار در سال است. از سال ۲۰۱۳ حملات اسلامگراها به اقلیت‌های مذهبی، نویسندگان سکولار، وبلاگنویسان، فعالان دگرباشی و مسلمانان غیر افراطی افزایش یافته است. از سپتامبر ۲۰۱۵ بیش از ۳۰ حملهٔ مشابه انجام شده و داعش مسئولیت ۲۱ مورد از آن‌ها را به عهده گرفته‌است. گلشن یک محلهٔ ثروتمند و میزبان بسیاری از سفارت‌خانه‌های خارجی است.

## حمله و نجات
حمله در ساعت ۲۱:۲۰ به وقت محلی آغاز شد. هفت مهاجم با سلاح و بمب وارد رستوران شدند. آنان آتش گشودند و چند بمب را منفجر کردند. سپس تعدادی را که بیشترشان خارجی بودند، گروگان گرفتند. مهاجمان مشغول تبادل آتش با پلیس شدند و چند پلیس را زخمی کردند که بعداً منجر به مرگ دو پلیس شد. پلیس محوطهٔ اطراف رستوران را محاصره کرد و آمادهٔ یورش برای رهایی گروگان‌ها شد.
گروگان گیران در طی بحران سه درخواست مطرح کردند:
- رهایی خالد سیف‌الله رهبر جماعت مجاهدین
- خروج ایمن گروگان گیران
- تأیید مأموریت گروگان گیران در تفسیر افراطی از اسلام

نیروهای ویژهٔ نیروهای مسلح و پلیس بنگلادش، عملیات رهایی را در ساعت ۷:۴۰ آغاز کردند. ۱۳ گروگان آزاد شدند، شش مهاجم در تبادل آتش با پلیس کشته شدند و نفر هفتم دستگیر شد.

## تلفات
۲۰ غیرنظامی، ۶ فرد مسلح و ۲ افسر پلیس کشته شدند و ۵۰ نفر دیگر که بیشترشان نیروهای پلیس بودند، زخمی شدند. چند شهروند ژاپنی و ایتالیایی جزء کشته‌شدگان بودند.
| کشور    | تعداد |
| ------- | ----- |
| ایتالیا | ۹     |
| ژاپن    | ۷     |
| بنگلادش | ۴     |
| هند     | ۱     |
| آمریکا  | ۱     |
| مجموع   | ۲۲    |

## واکنش‌ها
- شیخ حسینه نخست‌وزیر بنگلادش کشتارها و گروگان‌گیری را محکوم کرد و اطمینان داد که دولت هر اقدامی را برای مهار جنگجویی و افراطی‌گری در کشور انجام خواهد داد.[۱۶] هم‌چنین عبدالحمید رئیس جمهور بنگلادش حملهٔ تروریستی را محکوم کرد.[۱۷]
- نارندرا مودی نخست‌وزیر هند حمله را محکوم کرد.[۱۸] پراناب موکرجی (رئیس جمهور هند) نیز در توئیتر نوشت: «برای از دست رفتن جان انسان‌ها و صدمات وارد شده به غیرنظامیان بی‌گناه عمیقاً متأثر شدم.»[۱۹]
- ماتئو رنتسی نخست‌وزیر ایتالیا به خانواده‌های قربانیان ابراز تسلیت کرد و گفت که ملت از فقدانی دردناک رنج می‌برد.[۲۰]
- شینزو آبه نخست‌وزیر ژاپن به سفارت ژاپن در بنگلادش دستور داد که بازماندگان ژاپنی را نجات دهند.[۲۱] چند مقام دولتی دیگر ژاپنی نیز نگرانی خود را نسبت به حادثه اعلام کردند و کشتارها را محکوم کردند.[۲۲]